# 瞿純仁
瞿純仁（1567年—1620年），字元初，直隸蘇州府常熟縣人，明朝文人。

## 生平
瞿純仁的先祖原居河南，後徙居通州海門縣，南宋末年避兵移居常熟。瞿純仁少穎悟，其父在拂水巖築室，供其讀書，號拂水山房。早年以文會友，與錢謙益友好。萬曆十二年（1584年）與瞿汝說、邵濂、顧雲鴻等共同創立拂水文社，推廣秦漢散文與晚唐樂府詩。禮部右侍郎錢謙益回常熟後，購下拂水山房，改建成拂水山莊。萬曆四十七年（1619年）十二月卒，享年五十三歲。天啟元年（1621年）正月葬於常熟寶巖灣之先塋。

## 家族
祖父瞿依京。子瞿忠美、瞿肅美、瞿共美、瞿宣美。